# Lijst van nummer 0-hits in de Outlaw 41 in 2022
Deze hits stonden in 2022 op nummer 0 in de Outlaw 41.
| Datum        | Artiest                 | Titel                                     |
| ------------ | ----------------------- | ----------------------------------------- |
| 2 januari    | Eels                    | The Magic                                 |
| 9 januari    | Eels                    | The Magic                                 |
| 16 januari   | Eels                    | The Magic                                 |
| 23 januari   | Mura Masa               | 2gether                                   |
| 30 januari   | Bad Nerves              | Don't Stop                                |
| 6 februari   | Spoon                   | Wild                                      |
| 13 februari  | Klangstof               | Ocean View                                |
| 20 februari  | Band of Horses          | Lights                                    |
| 27 februari  | Fontaines D.C.          | I Love You                                |
| 6 maart      | Arlo Parks              | Softly                                    |
| 13 maart     | Early Eyes              | Dying Plant                               |
| 20 maart     | Arlo Parks              | Softly                                    |
| 27 maart     | Folly Group             | I Raise You (The Price of Your Head)      |
| 3 april      | Francis of Delirium     | The Funhouse                              |
| 10 april     | Coach Party             | Weird Me Out                              |
| 17 april     | Francis of Delirium     | The Funhouse                              |
| 24 april     | Bartees Strange         | Heavy Hart                                |
| 1 mei        | Bartees Strange         | Heavy Hart                                |
| 8 mei        | Beabadoobee             | Talk                                      |
| 15 mei       | Solomon                 | Nobody Knows                              |
| 22 mei       | Solomon                 | Nobody Knows                              |
| 29 mei       | Solomon                 | Nobody Knows                              |
| 5 juni       | Rhea                    | Vertigo                                   |
| 12 juni      | Rhea                    | Vertigo                                   |
| 19 juni      | Rhea                    | Vertigo                                   |
| 26 juni      | Jamie T                 | The Old Style Raiders                     |
| 10 juli      | The Haunted Youth       | Broken                                    |
| 17 juli      | Beabadoobee             | 10:36                                     |
| 24 juli      | Beabadoobee             | 10:36                                     |
| 31 juli      | Beabadoobee             | 10:36                                     |
| 7 augustus   | Beabadoobee             | 10:36                                     |
| 14 augustus  | Mood Bored              | Easy Going                                |
| 21 augustus  | Broken Bells            | We're Not In Orbit Yet...                 |
| 28 augustus  | The 1975                | Part of The Band                          |
| 4 september  | Beach Bunny             | Weeds                                     |
| 11 september | Jamie T                 | Between The Rocks                         |
| 18 september | The Vices               | I Had A Name                              |
| 25 september | King Princess           | Let Us Die                                |
| 2 oktober    | Oliver Sim              | Run The Credits                           |
| 9 oktober    | The Vices               | I Had A Name                              |
| 16 oktober   | Phoenix ft. Ezra Koenig | Tonight                                   |
| 23 oktober   | EUT                     | Step By Step                              |
| 30 oktober   | Wunderhorse             | Girl behind the Glass                     |
| 6 november   | Easy Life               | FORTUNE COOKIE                            |
| 13 november  | LCD Soundsystem         | New body rhumba                           |
| 20 november  | Mood Bored              | Pour Into Me                              |
| 27 november  | KIDS WITH BUNS          | Bathroom Floor                            |
| 4 december   | DMA's                   | Everybody's Saying Thursday's The Weekend |
| 11 december  | Cloud Cafe              | In Over Your Head                         |
| 18 december  | Girl Scout              | All The Time And Everywhere               |
| 25 december  | Cloud Cafe              | In Over Your Head                         |
| 30 december  | Coach Party             | Weird Me Out                              |